# Mühlanger
Mühlanger är en Ortshaft i staden Zahna-Elster i Landkreis Wittenberg i förbundslandet Sachsen-Anhalt i Tyskland. Mühlanger var en kommun fram till den 1 januari 2011 när den uppgick i Zahna-Elster. Mühlanger hade 1 374 invånare 2010.